# 台北市立棒球場
台北市立棒球場，為臺灣臺北市的一座棒球場，早期曾為臺灣最重要的棒球場之一。中華職棒元年開幕戰（兄弟象3：4統一獅）亦在此舉行。台北市立棒球場現址已經改建為臺北小巨蛋，且已不具有棒球場的功能。

## 簡史
台北市立棒球場興建於1958年，曾是台北市僅有的棒球場正式比賽場地，它座落於台北市松山區敦化北路與南京東路口的繁華地段。中華職棒與台灣大聯盟不少比賽都在此舉行，包括1990年3月17日中華職棒元年開幕戰。但由於年代久遠、設施陳舊，因此於2000年12月1日停用，停用之後大台北地區的棒球比賽改到台北市立天母棒球場及新北市立新莊棒球場舉行。但在2001年9月17日，台灣遭受納莉颱風侵襲，台北市發生嚴重水災，因而產生極大量的廢棄物待清運，已經停用的台北市立棒球場遂成為廢棄物的暫存場及轉運站，直到廢棄物清運完畢為止。之後動工拆除，原址改建成臺北小巨蛋，於2005年完工啟用。

## 球場週邊
台北市立棒球場的旁邊是台北市立田徑場，常有體育比賽及演唱會和政治集會在此舉行，另外還有1988年遭祝融的中華體育館，是有名的籃球比賽場地。台灣電視公司總部大樓群也在附近。

## 重要日期
- 職棒首戰：1990年3月17日（兄弟象3：4統一獅，中華職棒首戰）
- 明星賽：1990年、1991年、1992年、1993年、1997年、2000年
- 季後賽：1998年、1999年
- 總冠軍賽：1990年、1991年、1993年、1996年、1997年、1998年、1999年
- 球場閉幕戰：2000年10月1日（兄弟象5：2統一獅）

## 外部連結
- 台北市立棒球場在台灣棒球維基館上的頁面（繁體中文）
- 中華職棒大聯盟全球資訊網-台北市立棒球場 （页面存档备份，存于）